# 陳繼
陳繼（1370年—1434年），字嗣初，號怡菴，中書省蘇州府吳縣（今江蘇省蘇州市）人，明朝政治人物。
其年幼丧父，母亲吳氏躬織以資助其誦讀，年少即被人称“陳五經”。其侍母至孝，府縣屡次举荐，均因母老不就任。后母卒，哀毀過人。永樂年间，再因孝行举荐。明仁宗即位后，建立弘文閣。问：“今山林亦有名士乎？”杨士奇当初并不认识陳繼，夏原吉因在苏州、松州治水，得到其文章，回来后展示给杨士奇，杨士奇读后举荐给明仁宗。之后召为国子监博士，改为翰林院五經博士，直入弘文閣。明宣宗即位后，升任翰林院檢討。后引疾歸乡。

## 外部參考
[在维基数据编辑]
 《明史卷一百五十二》，出自《明史》
 《國朝獻徵錄·卷之二十二》，出自焦竑《國朝獻徵錄》
 在维基共享资源阅览影像